# Campeonato de Primera División 1896 (Argentina)
El campeonato de Primera División 1896, llamado oficialmente Championship Cup 1896, fue organizado por The Argentine Association Football League. Se jugó en dos ruedas de todos contra todos. Comenzó el 10 de mayo y finalizó el 15 de agosto.
Fue campeón Lomas Academy, cortando la serie de consagraciones del Lomas Athletic Club, institución de la que era el segundo equipo, por lo que, históricamente, este logro se considera como el cuarto título consecutivo de dicha entidad. Fue la primera y única vez que un equipo alternativo se hizo con el campeonato.

## Afiliaciones y desafiliaciones
| Pos  | Equipo incorporado |
| ---- | ------------------ |
| Afil | Belgrano Athletic  |

| Pos | Equipos relegados en la temporada 1895 |
| --- | -------------------------------------- |
| Des | English High School                    |
| Des | Quilmes Rovers                         |

De esta manera, el número de participantes se redujo a 5.

## Tabla de posiciones final
| Pos | Equipo            | Pts | PJ | G | E | P | GF | GC | DIF |
| --- | ----------------- | --- | -- | - | - | - | -- | -- | --- |
| 1.º | Lomas Academy     | 12  | 8  | 6 | 0 | 2 | 18 | 10 | 8   |
| 2.º | Flores Athletic   | 10  | 8  | 5 | 0 | 3 | 17 | 8  | 9   |
| 3.º | Lomas Athletic    | 9   | 8  | 4 | 1 | 3 | 16 | 11 | 5   |
| 4.º | Belgrano Athletic | 8   | 8  | 3 | 2 | 3 | 10 | 15 | -5  |
| 5.º | Retiro Athletic   | 1   | 8  | 0 | 1 | 7 | 6  | 23 | -17 |

|  | Campeón.         |
|  | Fue desafiliado. |

## Desafiliaciones y afiliaciones
Lomas Academy se disolvió y Retiro Athletic fue desafiliado. Con la incorporación de Lanús Athletic, Belgrano Athletic "B", Palermo Athletic y Banfield para el torneo de 1897, el número de participantes aumentó a 7.

## Resultados
| Ronda | Local             | Resultado | Visitante         | Fecha        |
| ----- | ----------------- | --------- | ----------------- | ------------ |
| 1     | Flores Athletic   | 4 - 2     | Retiro Athletic   | 10 de mayo   |
| 1     | Lomas Athletic    | 3 - 0     | Belgrano Athletic | 10 de mayo   |
| 2     | Belgrano Athletic | 2 - 2     | Retiro Athletic   | 17 de mayo   |
| 3     | Lomas Academy     | 1 - 0     | Lomas Athletic    | 25 de mayo   |
| 3     | Flores Athletic   | 0 - 1     | Belgrano Athletic | 25 de mayo   |
| 4     | Retiro Athletic   | 1 - 5     | Lomas Athletic    | 31 de mayo   |
| 5     | Flores Athletic   | 4 - 1     | Lomas Academy     | 4 de junio   |
| 6     | Retiro Athletic   | 1 - 2     | Lomas Academy     | 13 de junio  |
| 7     | Flores Athletic   | 4 - 0     | Lomas Athletic    | 21 de junio  |
| 8     | Lomas Academy     | 6 - 1     | Belgrano Athletic | 24 de junio  |
| 9     | Retiro Athletic   | 0 - 1     | Flores Athletic   | 29 de junio  |
| 9     | Lomas Athletic    | 0 - 2     | Lomas Academy     | 29 de junio  |
| 16    | Lomas Athletic    | 2 - 1     | Flores Athletic   | 5 de julio   |
| 10    | Lomas Academy     | 2 - 1     | Flores Athletic   | 9 de julio   |
| 11    | Lomas Academy     | 4 - 0     | Retiro Athletic   | 11 de julio  |
| 12    | Belgrano Athletic | 2 - 2     | Lomas Athletic    | 13 de julio  |
| 13    | Belgrano Athletic | 0 - 2     | Flores Athletic   | 26 de julio  |
| 13    | Retiro Athletic   | 0 - 1     | Belgrano Athletic | 2 de agosto  |
| 14    | Lomas Athletic    | 4 - 0     | Retiro Athletic   | 9 de agosto  |
| 15    | Belgrano Athletic | 3 - 0     | Lomas Academy     | 15 de agosto |

### Ficha ronda 11
| 1  | POR | J. McKechnie                  |  |
| 2  | DEF | Joe E. Wright                 |  |
| 3  | DEF | Walter Buchanan               |  |
| 4  | MED | L. Jacobs                     |  |
| 5  | MED | R. N. Clark                   |  |
| 6  | MED | Italo Nobili                  |  |
| 7  | DEL | John J. Bridge                |  |
| 8  | DEL | Luis Nobili (Walter Stirling) |  |
| 9  | DEL | W. Leslie                     |  |
| 10 | DEL | William Stirling              |  |
| 11 | DEL | G. E. Leslie                  |  |

| 1  | POR | W. Brown      |  |
| 2  | DEF | J. Murphy     |  |
| 3  | DEF | J. Pendergast |  |
| 4  | MED | J. Dunn       |  |
| 5  | MED | J. Holmes     |  |
| 6  | MED | J. H. Talbot  |  |
| 7  | DEL | F. Clark      |  |
| 8  | DEL | W. Tracey     |  |
| 9  | DEL | H. Monroe     |  |
| 10 | DEL | W. Brunt      |  |
| 11 | DEL | J. Grindrod   |  |

| 1  | POR | J. McKechnie                  |  |
| 2  | DEF | Joe E. Wright                 |  |
| 3  | DEF | Walter Buchanan               |  |
| 4  | MED | L. Jacobs                     |  |
| 5  | MED | R. N. Clark                   |  |
| 6  | MED | Italo Nobili                  |  |
| 7  | DEL | John J. Bridge                |  |
| 8  | DEL | Luis Nobili (Walter Stirling) |  |
| 9  | DEL | W. Leslie                     |  |
| 10 | DEL | William Stirling              |  |
| 11 | DEL | G. E. Leslie                  |  |

| 1  | POR | W. Brown      |  |
| 2  | DEF | J. Murphy     |  |
| 3  | DEF | J. Pendergast |  |
| 4  | MED | J. Dunn       |  |
| 5  | MED | J. Holmes     |  |
| 6  | MED | J. H. Talbot  |  |
| 7  | DEL | F. Clark      |  |
| 8  | DEL | W. Tracey     |  |
| 9  | DEL | H. Monroe     |  |
| 10 | DEL | W. Brunt      |  |
| 11 | DEL | J. Grindrod   |  |

| 1  | POR | J. McKechnie                  |  |
| 2  | DEF | Joe E. Wright                 |  |
| 3  | DEF | Walter Buchanan               |  |
| 4  | MED | L. Jacobs                     |  |
| 5  | MED | R. N. Clark                   |  |
| 6  | MED | Italo Nobili                  |  |
| 7  | DEL | John J. Bridge                |  |
| 8  | DEL | Luis Nobili (Walter Stirling) |  |
| 9  | DEL | W. Leslie                     |  |
| 10 | DEL | William Stirling              |  |
| 11 | DEL | G. E. Leslie                  |  |

| 1  | POR | W. Brown      |  |
| 2  | DEF | J. Murphy     |  |
| 3  | DEF | J. Pendergast |  |
| 4  | MED | J. Dunn       |  |
| 5  | MED | J. Holmes     |  |
| 6  | MED | J. H. Talbot  |  |
| 7  | DEL | F. Clark      |  |
| 8  | DEL | W. Tracey     |  |
| 9  | DEL | H. Monroe     |  |
| 10 | DEL | W. Brunt      |  |
| 11 | DEL | J. Grindrod   |  |

| 1  | POR | J. McKechnie                  |  |
| 2  | DEF | Joe E. Wright                 |  |
| 3  | DEF | Walter Buchanan               |  |
| 4  | MED | L. Jacobs                     |  |
| 5  | MED | R. N. Clark                   |  |
| 6  | MED | Italo Nobili                  |  |
| 7  | DEL | John J. Bridge                |  |
| 8  | DEL | Luis Nobili (Walter Stirling) |  |
| 9  | DEL | W. Leslie                     |  |
| 10 | DEL | William Stirling              |  |
| 11 | DEL | G. E. Leslie                  |  |

| 1  | POR | W. Brown      |  |
| 2  | DEF | J. Murphy     |  |
| 3  | DEF | J. Pendergast |  |
| 4  | MED | J. Dunn       |  |
| 5  | MED | J. Holmes     |  |
| 6  | MED | J. H. Talbot  |  |
| 7  | DEL | F. Clark      |  |
| 8  | DEL | W. Tracey     |  |
| 9  | DEL | H. Monroe     |  |
| 10 | DEL | W. Brunt      |  |
| 11 | DEL | J. Grindrod   |  |